# Llubí
Llubí (antigament Castell-Llubí) és un municipi mallorquí de la comarca del Pla, al nord-est de Ciutat de Mallorca. El terme municipal limita a ponent amb Inca, a tramuntana amb Sa Pobla, a gregal amb Muro, a llevant amb Santa Margalida, a xaloc amb Maria de la Salut i a migjorn amb Sineu. El nucli urbà està situat entre dos promontoris, dividit en la part de llevant (el nucli originari de Llubí) i la part de Son Ramis (els habitants del qual s'anomenen rumiolers).

## Etimologia
El topònim de Llubí tot sol apareix per primera vegada el 1609 i es pensa que en aquella època era una variant vulgar, car fins aleshores s'havia denominat Castell-Llubí, nom que apareix en canvi el 1389. A partir d'aquest moment, es varen utilitzar els dos topònims simultàniament.
En el mapa del Cardenal Despuig de 1784, el topònim que apareix és el de Llubí. De fet, fou un dels primers mapes que va utilitzar aquesta denominació fins a finals del segle xviii i principis del segle xix, quan es va generalitzar el nom de Llubí.
Lingüistes i arabistes com Joan Coromines o Josep Mascaró Pasarius estudiaren l'etimologia del topònim arribant a la conclusió que Castell-Llubí es tracta d'un nom compost per un mot àrab i un altre de mossàrab. Apareix documentat al Llibre del Repartiment de Mallorca de 1232 com Aben-Lubi, el significat del qual tant pot ser 'fill del Llop' com 'Aben de Llop'. Quant a la segona accepció, s'ha de dir que el mot Aben correspon a un nom propi de persona que posteriorment fou confós amb la fórmula asn, hasn o hisn, que vol dir castell.

## Població
| Entitat de població | Habitants (2024) |
| Llubí               | 2.532            |
| Font: INE           |                  |

El nucli de població de Llubí conté una àrea amb denominació pròpia: Son Ramis.
A mitjans del segle xix el poble tenia 1.848 habitants, i la població va créixer fins a un màxim de 3.037 persones el 1920. Després d'aquesta època, es va observar una disminució progressiva fins a un mínim de 1.806 habitants l'any 2001. A partir d'aquest punt, la població va començar a augmentar de nou, arribant a 2.405 habitants l'any 2021.
Els llinatges més comuns de Llubí són Perelló, Alomar, Ramis, Llompart, Serra i Torrens.

## Geografia

### Geologia
Llubí, situat al Pla de Mallorca, es caracteritza per un paisatge predominantment pla amb pendents suaus al voltant dels 170 metres d'altitud al sud-est, i zones més baixes d'uns 20 metres, al nord, on connecta amb l'horta de sa Pobla. La geologia de la zona inclou materials margosos del Burdigalià marí, sediments de l'Helvecià-Tortonià marí i dipòsits quaternaris, que donen lloc a sòls fèrtils i productius. El municipi és travessat pel torrent de Muro, conegut localment com a torrent de Vinagrella, que contribueix a la fertilitat dels terrenys agrícoles. Aquests factors afavoreixen una agricultura de secà destacada, amb cultius d'ametllers, garrovers i, especialment, tàperes, que són un producte emblemàtic de Llubí.

### Accessos
La vila està envoltada parcialment per una carretera de circumval·lació  que comunica amb Inca i Santa Margalida per la PM-344 i amb Sineu per la PMV-3511. Al nord, comunica amb Sa Pobla i Muro per la PMV-3441.
A la plaça de la carretera, compta amb una aturada d'autobusos del Consorci de Transports de Mallorca, amb la línia 390 Palma-Can Picafort.
El 2000 es va reobrir l'Estació de Llubí, amb la línia T2 Palma-Sa Pobla dels Serveis Ferroviaris de Mallorca.

### Clima
El municipi gaudeix de clima mediterrani amb una temperatura mitjana anual de 17 Cº i amb una mitjana anual de precipitacions de 600 l/m².
| Paràmetres climàtics mitjans de Llubí | Paràmetres climàtics mitjans de Llubí | Paràmetres climàtics mitjans de Llubí | Paràmetres climàtics mitjans de Llubí | Paràmetres climàtics mitjans de Llubí | Paràmetres climàtics mitjans de Llubí | Paràmetres climàtics mitjans de Llubí | Paràmetres climàtics mitjans de Llubí | Paràmetres climàtics mitjans de Llubí | Paràmetres climàtics mitjans de Llubí | Paràmetres climàtics mitjans de Llubí | Paràmetres climàtics mitjans de Llubí | Paràmetres climàtics mitjans de Llubí | Paràmetres climàtics mitjans de Llubí |
| Mes                                   | Gen                                   | Feb                                   | Mar                                   | Abr                                   | Mai                                   | Jun                                   | Jul                                   | Ago                                   | Set                                   | Oct                                   | Nov                                   | Des                                   | Anual                                 |
| ------------------------------------- | ------------------------------------- | ------------------------------------- | ------------------------------------- | ------------------------------------- | ------------------------------------- | ------------------------------------- | ------------------------------------- | ------------------------------------- | ------------------------------------- | ------------------------------------- | ------------------------------------- | ------------------------------------- | ------------------------------------- |
| Temperatura màxima mitjana (°C)       | 15                                    | 15                                    | 18                                    | 21                                    | 25                                    | 29                                    | 32                                    | 32                                    | 28                                    | 25                                    | 18                                    | 15                                    | 23                                    |
| Temperatura mínima mitjana (°C)       | 5                                     | 4                                     | 6                                     | 9                                     | 12                                    | 16                                    | 19                                    | 19                                    | 16                                    | 14                                    | 11                                    | 6                                     | 11                                    |
| Precipitacions (mm)                   | 54                                    | 50                                    | 38                                    | 48                                    | 41                                    | 18                                    | 4                                     | 22                                    | 65                                    | 72                                    | 128                                   | 69                                    | 607                                   |
| Font: Meteodemallorca                 |                                       |                                       |                                       |                                       |                                       |                                       |                                       |                                       |                                       |                                       |                                       |                                       |                                       |

## Història
Dins el terme municipal de Llubí s'han localitzat més de 30 jaciments arqueològics des del 2000 aC. de les èpoques pretalaiòtica i talaiòtica, des de coves naturals i artificials o d'enterrament fins a poblats talaiòtics com el dels Racons.
Posteriorment a Llubí es succeïren les cultures romana i àrab. De les primeres s'ha trobat monedes i inscripcions als mateixos poblats talaiòtics i també darrerament es descobriren les restes d'una vil·la -explotació agrària- romana a Son Mulet just a la partió entre Maria i Llubí, per Son Llompart i Son Gili. De la dominació musulmana destaquen les canalitzacions subterrànies o qanats de la zona de Sa Cleda i la referència llegendària a un castell musulmà dins el nucli urbà del que fins avui no se'n han trobat notícies.
Amb la conquesta catalana del rei Jaume I el 1229, tot el districte musulmà de Muruh -incloïa a més de Llubí els actuals municipis de Muro, Santa Margalida i Maria de la Salut- després del repartiment correspongué a Ponç Hug, comte d'Empúries, que en cedí una part -les terres llubineres- a Bernat Descoll, abat de Sant Feliu de Guíxols. Ja en el segle xiii s'aixecà una capella en honor d'aquest sant, el qual avui encara continua essent el patró del poble.
Els territoris llubiners foren coneguts fins al segle xix amb el nom de Castell-Llubí i administrativament estigueren lligats a Muro fins a la seva independència o segregació municipal que passa per tres fases fins a ser definitiva: 1812-1814, 1820-1823 (trienni liberal) i la definitiva del 1836. A la universitat o ajuntament de Muro sempre hi va haver algun jurat de Castell-Llubí i a més des del segle xvii l'església de Llubí fou constituïda en vicaria in capite i això ja suposà un cert grau d'autonomia: tenia un districte territorial propi i el dret a administrar directament els sagraments -baptisme, matrimoni o unció dels malalts- a la capella de Llubí.
El liberalisme decimonònic dugué a Llubí i a les Illes Balears a seguir els dictàmens i l'evolució política dictada des dels principis centralistes així es passa pels conflictes entre lliberals i absolutistes el primer terç des segle xix, la consolidació dels liberalisme conservador representat pel maurisme fins a la II República i Guerra Civil. Durant el franquisme els cinquanta foren els anys de les grans transformacions urbanístiques i l'etapa democràtica s'ha vist determinada pel predomini d'opcions conservadores.

## Economia
L'economia llubinera sempre ha estat eminentment agrícola amb cultius de secà i des del segle xvi fou important la vinya, pareix que no fou fins a fins al segle xix quan s'introduí de manera massiva l'ametller i les tàperes, també en aquest període i durant gran part del segle xx la indústria conservera i de licors ha estat molt desenvolupada, malgrat tot en aquest període existí tot un moviment migratori cap a Amèrica.

## Política
Vegeu també: Llista de batles de Llubí.
| Candidatura | Candidatura       | Cap de llista              | Vots  | Regidors | % vots |
| ----------- | ----------------- | -------------------------- | ----- | -------- | ------ |
|             | MÉS per Llubí     | Magdalena Perelló Frontera | 563   | 5        | 42,68% |
|             | Futur Llubí-El PI | Toni Vallespir             | 316   | 3        | 23,96% |
|             | Partit Popular    | Catalina Figuerola         | 247   | 2        | 18,73% |
|             | Feina per Llubí   | Antònia Maria Perelló      | 151   | 1        | 11,45% |
|             | PSOE              | Manuel Vega                | 26    | 0        | 1,97%  |
| Total       | Total             | 1.337                      | 1.337 | 11       |        |

Actualment és batlessa la candidata de MÉS per Llubí, Magdalena Perelló Frontera, després de les eleccions municipals del 28 de maig de 2023 i pactar amb el partit Feina per Llubí.

## Cultura

### Entitats culturals i esportives
- Grup Espeleo Llubí (GELL).

### Calendari festiu
- Sant Feliu: patró de Llubí, el dia 1 d'agost.
- Fira tradicional: el primer dimarts després de Santa Catalina.
- Fira de la mel: el diumenge anterior a la fira tradicional.
- Sant Antoni: el dia 17 de gener.
- Festa de l'Ermita: el dimarts de Pasqua.

## Persones il·lustres
- Jeroni Alomar Poquet, "es capellà roig" (1894-1937).
- Paulina Amengual Payeras, sindicalista i mestra (1918-1987).
- Joan Llabrés i Ramis, sacerdot franciscà i etnòleg (1919-1994).
- Celestí Alomar Mateu, fundador del Partit Socialista de les Illes (1960).
- Gabriel Vicens Mir, exconseller de Mobilitat i Ordenació del Territori de l'executiu balear (1961).

## Llocs d'interès
Museu d'apicultura Bernat Lliteras.
Vegeu també: Llista de monuments de Llubí.